# Rolly Teranishi
Rolly Teranishi (Osaka, 6 settembre 1963) è un chitarrista giapponese.

## Biografia
Nato col nome di Kazuo Teranishi, a Kyoto, si trasferisce ad Osaka, in Giappone. Da ragazzo comincia a suonare la chitarra, fin quando fonda il gruppo Scanch, di cui diventa la voce e la chitarra solista; nel 1996 il gruppo però si scioglie, ma Rolly decide di continuare la carriera da solista.
Rolly è anche attore; ha recitato nel film Suicide Circle uscito nel 2002. Recita in ruoli più piccoli nei film Iden & Tity e Swallowtail; compie inoltre un'apparizione nel gioco Drakengard 2 col personaggio chiamato Yaha
Nel 2006 celebra il 15º anniversario del suo gruppo, e così insieme agli altri componenti, suona in due concerti, precisamente il 10 e il 17 marzo; dal concerto è stato pubblicato un cd intitolato Scanch'n'Roll Show II.
Rolly viene poi confermato come presenza fissa nello show Rock Fujiyama, assieme a Marty Friedman, ex chitarra solista dei Megadeth. Appare inoltre ogni due settimane nel suo programma personale, chiamato Rolly Kingdom.

## Discografia

### Con gli Scanch
- Scanch'n'Roll Show (1988)
- Ultra Operation of Love Affair for All the Young Boys and Girls (1990)
- Ultra Romantic Bombers for the Unlimited Lovers of the World (1991)
- A Case Of Rosy Murder For Miracle Lovers Only (1992)
- Opera (1993)
- Gold (1994)
- Sweets ~ Scanch Best Collection (1994)
- Double Double Chocolate (1995)
- Historic Grammar (1996)
- CD & DVD - The Best Scanch (2005)
- Scanch'n'Roll Show II (2006)

### Solista
- Rolly's RockyRolly (1996)
- Bootleg (1995)
- Rolly Original Musical Songs (2001)
- 2001(2001)
- Steel Hard Rocker (2003)
- Rolly in Aoiheya (2005)

### Singoli
- SOS '99 (1998)
- Muchi Muchi Rock'n'Roll (1999)
- Transformation (2000)
- Samurai (2001)

## Filmografia

### Doppiaggio
- Oceania (2016); Tamatoa
- Lollipop Chainsaw (2012); Josey
- Drakengard 2 (2005); Yaha
- Beck (2004); Ran